# جبل رم
جبل رَمّ هو جبل في الأردن بصحراء حسمى ويشرف على وادي رم وقرية رم وهما منطقتان تنسبان إليه. وتكون جبل رم من الحجر الرملي والغرانيت وقد كان يعتقد بأنه أعلى قمة جبلية في منطقة جنوب الأردن في هضبة حسمي بمنطقة معان حيث يرتفع 1,734 م (5,689 قدم) عن سطح البحر. ولكن بالمسح الرإداري بالستلايت (SRTM data) أظهر بأن جبل أم الدامي 1,857 م (6,093 قدم) هو الأعلى بالأردن.